# Puhosjärvi
Puhosjärvi är en sjö i Finland. Den ligger i kommunen Pudasjärvi i landskapet Norra Österbotten, i den centrala delen av landet, 600 km norr om huvudstaden Helsingfors. Puhosjärvi ligger 176,4 meter över havet. Den är 11,5 meter djup. Arean är 23,68 kvadratkilometer och strandlinjen är 59,18 kilometer lång. Sjön  ingår i Ijo älvs huvudavrinningsområde.   Den sträcker sig 7,5 kilometer i nord-sydlig riktning, och 8,7 kilometer i öst-västlig riktning.
I övrigt finns följande i Puhosjärvi:
- Pääskyssaari (en ö)
- Kumpusaari (en ö)
- Puolivälisaari (en ö)
- Olkisaari (en ö)
- Vittusaari (en ö)
- Mulkkusaari (en ö)
- Iso Pirttisaari (en ö)
- Pikku Pirttisaari (en ö)
- Lammassaari (en ö)
- Palosaari (en ö)
- Korkiasaari (en ö)
- Pietarinsaari (en ö)
- Juhannussaaret (en ö)
- Petäjäsaari (en ö)
- Partasensaari (en ö)
- Kirkkosaari (en ö)
- Kitukari (en ö)
- Kiviluoto (en ö)
- Heinäluoto (en ö)
- Varissaari (en ö)
- Hautasaari (en ö)
- Kutukari (en ö)
- Rytikari (en ö)
- Rytäkari (en ö)
- Olkisaari (en ö)

Följande samhällen ligger vid Puhosjärvi:
- Puhos (224 invånare)

I övrigt finns följande vid Puhosjärvi:
- Hetejärvi (en sjö)